# Propriété universelle
 (août 2019).
Si vous disposez d'ouvrages ou d'articles de référence ou si vous connaissez des sites web de qualité traitant du thème abordé ici, merci de compléter l'article en donnant les références utiles à sa vérifiabilité et en les liant à la section « Notes et références ».
En mathématiques, et plus précisément en théorie des catégories, une propriété universelle est la propriété des objets qui sont la solution d'un problème universel posé par un foncteur. De très nombreux objets classiques des mathématiques, comme la notion de produit cartésien, de groupe quotient, ou de compactifié, peuvent être définis comme des solutions de problèmes universels.

## Définition fonctorielle d'une propriété universelle
Soit F un foncteur d'une catégorie {\displaystyle {\mathcal {C}}} dans la catégorie des ensembles ; un couple (A, θ) où A est un objet de {\displaystyle {\mathcal {C}}} et {\displaystyle \theta \in \displaystyle F(A)} est « solution du problème universel posé par F » si la propriété suivante, dite universelle, est vérifiée :
Pour tout objet X de {\displaystyle {\mathcal {C}}}, pour tout élément f de {\displaystyle \displaystyle F(X)}, il existe un unique morphisme g : A → X tel que :
{\displaystyle \displaystyle {F(g)(\theta )=f}}.
Le foncteur F est le foncteur associé à la propriété universelle.
Lorsqu'il existe une solution (A, θ) au problème universel posé par F, la propriété universelle établit, pour tout objet X, que   {\displaystyle \eta _{X}:g\in Hom(A,X)\to f=F(g)(\theta )\in F(X)} est une bijection entre l'ensemble Hom(A,X) des morphismes de A vers X, et F(X). {\displaystyle \eta } est un isomorphisme naturel entre le foncteur représenté par A et le foncteur F. La relation entre l'élément θ de F(A) et cet isomorphisme naturel n'est autre que celle qui est donnée par le lemme de Yoneda.

## Unicité
La solution d'un problème universel, lorsqu'elle existe, est unique à isomorphisme près (et cet isomorphisme est alors nécessairement unique).
Soit en effet (A, θ) la solution du problème posé par le foncteur F. Si on prend pour (X, f) (A, θ) lui-même, il existe un unique morphisme g : A → A tel que F(g)(θ) = θ. Comme g = idA vérifie cette propriété, l'unicité de la solution prouve que, pour tout morphisme g : A → A, F(g)(θ) = θ implique g = idA.
Soit maintenant une autre solution (B, φ) du problème posé par F. (A, θ) étant solution, en prenant (X, f) = (B, φ), il existe un morphisme g : A → B tel que F(g)(θ) = φ. Mais (B, φ) étant aussi solution, en prenant (X, f) = (A, θ), il existe un morphisme h : B → A tel que F(h)(φ) = θ. On a donc F(hg)(θ) = θ et donc hg = idA. De même, F(gh)(φ) = φ donc gh = idB. Donc g et h sont des isomorphismes ; appliquant le même raisonnement à un autre isomorphisme g’, on aura hg = hg’, donc g = g’.
La propriété d’unicité est une contrainte assez forte sur l’existence d’une solution : le problème universel d’extension d’un corps K à un corps algébriquement clos n’a pas de solution en général, même en se restreignant aux extensions algébriques, parce qu’il existe des automorphismes non triviaux de la clôture algébrique de K (comme la conjugaison des complexes).

## Propriété universelle desstructures quotients
Soit {\displaystyle {\mathcal {C}}} la catégorie des ensembles. Soit E un ensemble muni d'une relation d'équivalence ≡. Soit F le foncteur qui, à un ensemble X de {\displaystyle {\mathcal {C}}} associe {\displaystyle F(X)=\{f:E\to X|\forall x\in E,\forall y\in E,x\equiv y\Rightarrow f(x)=f(y)\}}, ensemble des applications de E dans X compatibles avec la relation d'équivalence de E. Pour toute application {\displaystyle h:X\to Y}, posons F(h) l'application de F(X) dans F(Y) définie par : {\displaystyle \forall f\in F(X),F(h)(f)=h\circ f}.
Une solution au problème universel posé par F consiste en un couple {\displaystyle ({\overline {E}},\pi )} tel que, pour tout ensemble X et toute application f élément de F(X) (autrement dit toute application de E dans X compatible avec la relation d'équivalence de E), il existe une unique application {\displaystyle {\overline {f}}} de {\displaystyle {\overline {E}}} dans X telle que {\displaystyle f={\overline {f}}\circ \pi }. On reconnaît la factorisation canonique d'une application f dans l'ensemble quotient {\displaystyle {\overline {E}}=E/\equiv }. Pour toute classe d'équivalence {\displaystyle {\overline {x}}}, {\displaystyle {\overline {f}}({\overline {x}})} est par définition égal à {\displaystyle f(x)}, où x est un représentant de {\displaystyle {\overline {x}}}, la valeur de {\displaystyle f(x)} ne dépendant pas du représentant choisi en raison de la compatibilité de f avec la relation d'équivalence sur E.
{\displaystyle {\begin{matrix}E&\displaystyle {\xrightarrow {f}}&X\\\pi \downarrow &\displaystyle \nearrow {\overline {f}}\\{\overline {E}}\end{matrix}}}
La même démarche s'applique aux structures quotients telles que les magmas quotients, les groupes quotients, les anneaux quotients, les modules quotients, les espaces vectoriels quotients, etc.

### Groupes quotients
On applique la démarche précédente, mais dans la catégorie des groupes. L'ensemble E est alors un groupe G. On souhaite alors que l'ensemble quotient, solution dans la catégorie des ensembles, soit un groupe, et que la projection canonique soit un morphisme de groupes. C'est le cas si et seulement si la relation d'équivalence ≡ est compatible avec la loi du groupe G. Dans ce cas, la classe de l'élément neutre forme un sous-groupe normal H de G et on a x ≡ y si et seulement si xH = yH. Un morphisme f de G dans un groupe X est compatible avec la relation ≡ si et seulement si H est inclus dans le noyau ker(f).
La propriété universelle relative au quotient s'exprimera alors comme suit. Pour tout groupe X et tout morphisme {\displaystyle f:G\longrightarrow X} tel que {\displaystyle H\subset \ker(f)}, il existe un unique morphisme de groupes {\displaystyle {\overline {f}}:G/H\longrightarrow X} tel que {\displaystyle f={\overline {f}}\circ \pi } avec {\displaystyle \displaystyle \pi } la surjection canonique. On a alors le diagramme commutatif :
{\displaystyle {\begin{matrix}G&\displaystyle {\xrightarrow {f}}&X\\\pi \downarrow &\displaystyle \nearrow {\overline {f}}\\G/H\end{matrix}}}

### Modules quotients
On applique la démarche précédente dans la catégorie des modules sur un anneau A. L'ensemble E est alors un module M. La relation d'équivalence est compatible avec les lois du module si et seulement si la classe de l'élément nul de M est un sous-module N de M. Un morphisme f de M dans un module X est compatible avec la relation ≡ si et seulement si N est inclus dans le noyau ker(f).
La propriété universelle relative au quotient s'exprimera alors comme suit. Pour tout module X et tout morphisme {\displaystyle f:M\longrightarrow X} tel que {\displaystyle N\subset \ker(f)}, il existe un unique morphisme de modules {\displaystyle {\overline {f}}:M/N\longrightarrow X} tel que {\displaystyle f={\overline {f}}\circ \pi } avec {\displaystyle \displaystyle \pi } la surjection canonique. On a alors le diagramme commutatif :
{\displaystyle {\begin{matrix}M&\displaystyle {\xrightarrow {f}}&X\\\pi \downarrow &\displaystyle \nearrow {\overline {f}}\\M/N\end{matrix}}}

### Anneaux quotients
On applique la démarche précédente dans la catégorie des anneaux. L'ensemble E est alors un anneau A. La relation d'équivalence est compatible avec les lois de l'anneau si et seulement si la classe de l'élément nul de A est un idéal bilatère I de A. Un morphisme f de A dans un anneau X est compatible avec la relation ≡ si et seulement si I est inclus dans le noyau ker(f).
La propriété universelle relative au quotient s'exprimera alors comme suit. Pour tout anneau X et tout morphisme {\displaystyle f:A\longrightarrow X} tel que {\displaystyle I\subset \ker(f)}, il existe un unique morphisme d’anneaux {\displaystyle {\overline {f}}:A/I\longrightarrow X} tel que {\displaystyle f={\overline {f}}\circ \pi } avec {\displaystyle \displaystyle \pi } la surjection canonique. On a alors le diagramme commutatif :
{\displaystyle {\begin{matrix}A&\displaystyle {\xrightarrow {f}}&X\\\pi \downarrow &\displaystyle \nearrow {\overline {f}}\\\displaystyle A/I\end{matrix}}}

### Topologie quotient
On applique la démarche précédente dans la catégorie des espaces topologiques. L'ensemble E est alors un espace topologique muni d'une relation d'équivalence. Les morphismes dans cette catégorie sont les fonctions continues. On demande qu'ils soient compatibles avec la relation d'équivalence définie sur E.
La propriété universelle relative au quotient s'exprimera alors comme suit. Pour tout espace topologique X et toute application continue {\displaystyle f:E\longrightarrow X} compatible avec la relation d'équivalence sur E, il existe une unique application continue {\displaystyle {\overline {f}}:E/\equiv \,\longrightarrow X} telle que {\displaystyle f={\overline {f}}\circ \pi } avec {\displaystyle \displaystyle \pi } la surjection canonique. On a alors le diagramme commutatif :
{\displaystyle {\begin{matrix}E&\displaystyle {\xrightarrow {f}}&X\\\pi \downarrow &\displaystyle \nearrow {\overline {f}}\\\displaystyle E/\equiv \end{matrix}}}
La solution à ce problème consiste à munir l'espace quotient {\displaystyle E/\equiv } de la topologie quotient.

## Propriété universelle de la somme et du produit

### Somme
Soit {\displaystyle {\mathcal {C}}} une catégorie et {\displaystyle (A_{i})_{i\in I}} une famille d'objets dans cette catégorie. On définit le foncteur F qui, à un objet X de {\displaystyle {\mathcal {C}}} associe {\displaystyle F(X)=\{(f_{i})_{i\in I},f_{i}:A_{i}\to X\}}, constituée de la famille des morphismes de {\displaystyle A_{i}} vers X. Pour tout morphisme {\displaystyle h:X\to Y} entre objets de {\displaystyle {\mathcal {C}}}, F(h) est le morphisme de F(X) vers F(Y) qui, à {\displaystyle (f_{i})_{i\in I}} associe {\displaystyle (h\circ f_{i})_{i\in I}}.
Une solution au problème universel posé par F est la donnée d'un couple {\displaystyle (A,(\varphi _{i})_{i\in I})}, où A est un objet de {\displaystyle {\mathcal {C}}} et pour tout i, {\displaystyle \varphi _{i}} est un morphisme de {\displaystyle A_{i}} vers A, tel que, pour tout objet X de {\displaystyle {\mathcal {C}}} et toute famille de morphismes {\displaystyle (f_{i})_{i\in I}} des {\displaystyle A_{i}} vers X, il existe un unique morphisme g de A vers X tel que, pour tout i, {\displaystyle g\circ \varphi _{i}=f_{i}}. L'objet A, lorsqu'il existe, s'appelle la somme (au sens des catégories) des objets {\displaystyle A_{i}}, généralement notée {\displaystyle \bigoplus _{i\in I}A_{i}}.
{\displaystyle {\begin{matrix}&X\displaystyle {\xleftarrow {f_{i}}}A_{i}\\&\scriptstyle g\displaystyle \nwarrow \displaystyle \downarrow \scriptstyle \varphi _{i}\\&\bigoplus _{i\in I}A_{i}\end{matrix}}}
On peut définir ainsi la réunion disjointe d'ensembles, le produit libre de groupes, la somme directe de modules, la somme directe d'espaces vectoriels, etc.

### Limite inductive
Supposons de plus que I soit un ensemble filtrant et que les {\displaystyle (A_{i})_{i\in I}} soient munis de morphismes {\displaystyle \alpha _{i,j}:A_{i}\to A_{j}{\text{ si }}i\leq j}, tels que :
{\displaystyle \forall i\in I,\alpha _{i,i}=Id_{A_{i}}} ;
{\displaystyle \forall (i,j,k)\in I^{3},\ i\leq j\leq k\Rightarrow \alpha _{j,k}\circ \alpha _{i,j}=\alpha _{i,k}}.
Pour tout X de {\displaystyle {\mathcal {C}}}, on prend maintenant {\displaystyle F(X)=\{(f_{i})_{i\in I},f_{i}:A_{i}\to X\,{\text{ et }}f_{i}=f_{j}\circ \alpha _{i,j}{\text{ si }}i\leq j\}}.
La solution au problème universel posé par F s'appelle la limite inductive des {\displaystyle (A_{i})_{i\in I}}.

### Somme amalgamée
Soit A, B et C trois objets, et deux morphismes {\displaystyle f:C\to A} et {\displaystyle g:C\to B}. Si on fait abstraction de C, on peut définir la somme de A et de B (si elle existe). Une contrainte supplémentaire peut être donnée en exigeant une commutativité avec les morphismes f et g. Pour tout objet X, posons {\displaystyle F(X)=\{(p_{A},p_{B}),p_{A}:A\to X,p_{B}:B\to X,p_{A}\circ f=p_{B}\circ g\}}
La solution au problème universel posé par le foncteur F s'appelle la somme amalgamée de A et B le long de C.

### Produit
Soit {\displaystyle {\mathcal {C}}} une catégorie et {\displaystyle (A_{i})_{i\in I}} une famille d'objets dans cette catégorie. On définit le foncteur F contravariant qui, à un objet X de {\displaystyle {\mathcal {C}}} associe {\displaystyle F(X)=\{(f_{i})_{i\in I},f_{i}:X\to A_{i}\}}, constituée de la famille des morphismes de X vers {\displaystyle A_{i}}. Pour tout morphisme {\displaystyle h:Y\to X} entre objets de {\displaystyle {\mathcal {C}}}, F(h) est le morphisme de F(X) vers F(Y) qui, à {\displaystyle (f_{i})_{i\in I}} associe {\displaystyle (f_{i}\circ h)_{i\in I}}. Le foncteur est contravariant dans le sens où la flèche h est dans le sens contraire de la flèche F(h).
Une solution au problème universel posé par F est la donnée d'un couple {\displaystyle (A,(\pi _{i})_{i\in I})}, où A est un objet de {\displaystyle {\mathcal {C}}} et pour tout i, {\displaystyle \pi _{i}} est un morphisme de A vers {\displaystyle A_{i}}, tel que, pour tout objet X de {\displaystyle {\mathcal {C}}} et toute famille de morphismes {\displaystyle (f_{i})_{i\in I}} de X vers les {\displaystyle A_{i}}, il existe un unique morphisme g de X vers A (on inverse le sens en raison de la contravariance du foncteur) tel que, pour tout i, {\displaystyle \pi _{i}\circ g=f_{i}}. L'objet A, lorsqu'il existe, s'appelle le produit (au sens des catégories) des objets {\displaystyle A_{i}}, généralement notée {\displaystyle \prod _{i\in I}A_{i}}. Cette notion est duale de celle de la somme.
{\displaystyle {\begin{matrix}&X\longrightarrow A_{i}\\&\scriptstyle g\displaystyle \searrow \displaystyle \uparrow \scriptstyle \pi _{i}\\&\prod _{i\in I}A_{i}\end{matrix}}}
On peut définir ainsi le produit cartésien d'ensembles, le produit direct de groupes, de modules, d'espaces vectoriels, etc.

### Limite projective
Supposons de plus que I soit un ensemble filtrant et que les {\displaystyle (A_{i})_{i\in I}} soient munis de morphismes {\displaystyle \alpha _{j,i}:A_{j}\to A_{i}{\text{ si }}i\leq j}, tels que :
{\displaystyle \forall i\in I,\alpha _{i,i}=Id_{A_{i}}} ;
{\displaystyle \forall (i,j,k)\in I^{3},\ i\leq j\leq k\Rightarrow \alpha _{j,i}\circ \alpha _{k,j}=\alpha _{k,i}}.
Pour tout X de {\displaystyle {\mathcal {C}}}, on prend maintenant {\displaystyle F(X)=\{(f_{i})_{i\in I},f_{i}:X\to A_{i}\,{\text{ et }}f_{i}=\alpha _{j,i}\circ f_{j}{\text{ si }}i\leq j\}}.
La solution au problème universel posé par F s'appelle la limite projective des {\displaystyle (A_{i})_{i\in I}}. Cette notion est duale de la limite inductive.

### Produit fibré

Diagramme commutatif traduisant la propriété universelle du produit fibré.

Soit A, B et E trois objets, et deux morphismes {\displaystyle f:A\to B} et {\displaystyle p:E\to B}. Si on fait abstraction de B, on peut définir le produit de A par E (s'il existe). Une contrainte supplémentaire peut être donnée en exigeant une commutativité avec les morphismes f et p. Pour tout objet X, posons {\displaystyle F(X)=\{(p_{A},p_{E}):X\to A\times E,f\circ p_{A}=p\circ p_{E}\}}
La solution au problème universel posé par le foncteur contravariant F s'appelle le produit fibré de A par E au-dessus de B.
Cette notion est duale de la notion de somme amalgamée.

## Propriété universelle des familles libres
Soit I un ensemble donné, et {\displaystyle {\mathcal {C}}} une catégorie dont les objets sont constitués d'ensembles. Soit F le foncteur défini sur la catégorie {\displaystyle {\mathcal {C}}}, qui, à X associe {\displaystyle F(X)=\{(x_{i})_{i\in I},\forall i,x_{i}\in X\}}, l'ensemble des familles d'éléments de X indicées par I. Si h est un morphisme de X vers Y, F(h) est l'application de F(X) vers F(Y) qui, à une famille {\displaystyle (x_{i})_{i\in I}} de X associe la famille {\displaystyle (y_{i})_{i\in I}=(h(x_{i}))_{i\in I}} de Y.
Une solution au problème universel posé par F est la donnée d'un couple {\displaystyle (E,(e_{i})_{i\in I})} tel que, pour tout objet X et toute famille {\displaystyle (x_{i})_{i\in I}} de X, il existe un unique morphisme g de E vers X telle que, pour tout i, {\displaystyle g(e_{i})=x_{i}}. Autrement dit, g est une unique extension à E tout entier à partir des valeurs qu'elle prend sur les {\displaystyle e_{i}}.
Dans le cas où {\displaystyle {\mathcal {C}}} est la catégorie des ensembles, on prend des {\displaystyle e_{i}} distincts, et pour E l'ensemble des {\displaystyle e_{i}}.

### Module libre
Dans le cas où {\displaystyle {\mathcal {C}}} est la catégorie des modules sur un anneau A donné, la solution au problème universel est le module libre de base les {\displaystyle e_{i}}.

### Groupe libre
Dans le cas où {\displaystyle {\mathcal {C}}} est la catégorie des groupes, la solution au problème universel est le groupe libre engendré par les {\displaystyle e_{i}}.

### Algèbre de Boole libre
Dans le cas où {\displaystyle {\mathcal {C}}} est la catégorie des algèbres de Boole, la solution au problème universel est l'algèbre de Boole libre engendrée par les {\displaystyle e_{i}}. Cette algèbre étant considérée comme un anneau, elle est construite de la façon suivante. On forme d'abord les produits finis en nombre quelconque des {\displaystyle e_{i}} (y compris le produit vide pour obtenir l'élément 1), puis on prend les sommes finies en nombre quelconque de ces produits.

### Polynômes
Dans le cas où {\displaystyle {\mathcal {C}}} est la catégorie des algèbres commutatives sur un anneau A, la solution au problème universel est le polynôme en plusieurs indéterminées à coefficients dans A, d'indéterminées les {\displaystyle e_{i}}. Ces dernières sont dans ce cas usuellement notées {\displaystyle X_{i}}.

## Propriété universelle de l'objet initial et final
Si on prend pour F le foncteur constant, envoyant tout objet X de {\displaystyle {\mathcal {C}}} sur un même singleton {θ}, et toutes les flèches de
{\displaystyle {\mathcal {C}}} sur l'identité de ce singleton, alors la résolution du problème universel associé à F se limite à déterminer un objet A vérifiant : pour tout objet X, il existe un unique morphisme g de A vers X. Un tel objet s'appelle objet initial de la catégorie. Si on raisonne sur la catégorie opposée, alors la solution du problème universel est l'objet final de la catégorie.

### Définition d'une propriété universelle à partir d'un objet initial
Si un objet initial est solution d'un problème universel associé à un foncteur constant, réciproquement, toute solution d'un problème universel peut être vue comme objet initial d'une catégorie bien choisie. En effet, si {\displaystyle {\mathcal {C}}} est une catégorie et F un foncteur, on peut considérer la catégorie {\displaystyle {\mathcal {D}}} des couples (X,f) formés d'un objet X de la catégorie {\displaystyle {\mathcal {C}}} et d'un élément f de F(X). Le plus souvent, on peut omettre la première composante X, cet objet apparaissant dans la définition de f. Les objets de la catégorie {\displaystyle {\mathcal {D}}} se réduisent alors aux éléments f. Un morphisme h de (X,f) vers (Y,g) dans {\displaystyle {\mathcal {D}}} consiste en un morphisme h de X vers Y dans {\displaystyle {\mathcal {C}}} vérifiant de plus F(h)(f) = g. Une solution fonctorielle du problème universel initial posé par F n'est autre qu'un objet initial de la catégorie {\displaystyle {\mathcal {D}}}.
Il suffit donc de donner cette dernière catégorie pour caractériser, de façon unique à isomorphisme près, la solution au problème universel.

### Exemples

#### Propriété universelle des anneaux de fractions
Soient A un anneau commutatif et S une partie multiplicative de A, contenant 1. On considère la catégorie {\displaystyle {\mathcal {D}}} dont les objets sont les morphismes d'anneaux {\displaystyle f:A\to X} tels que, pour tout élément s de S, f(s) est inversible dans X. Un morphisme de cette catégorie, de {\displaystyle f:A\to X} vers {\displaystyle g:A\to Y}, consiste en un morphisme d'anneaux {\displaystyle h:X\to Y} tel que {\displaystyle h\circ f=g}.
Un objet initial de cette catégorie consiste en un anneau commutatif {\displaystyle {\overline {A}}} et un morphisme d'anneau {\displaystyle \theta :A\to {\overline {A}}}, qui vérifient la propriété universelle suivante : pour tout anneau commutatif X et tout morphisme {\displaystyle f:A\to X} envoyant les éléments de s sur des éléments inversibles de X, il existe un unique morphisme d'anneau {\displaystyle g:{\overline {A}}\to X} tel que {\displaystyle f=g\circ \theta }.
La solution à ce problème universel existe et se nomme localisation de A relativement à S. Pour la construire, on définit la relation d'équivalence ∼ sur A × S par {\displaystyle (a,s)\sim (b,t)\Leftrightarrow \exists u\in S,u(at-bs)=0}. Les éléments de l'ensemble quotient {\displaystyle {\overline {A}}=(A\times S)/\sim } se notent {\displaystyle {\overline {(a,s)}}} ou {\displaystyle {\frac {a}{s}}} et l'on munit cet ensemble quotient d'une structure d'anneau naturelle reproduisant le calcul fractionnaire usuel, et d'un morphisme d'anneaux canonique {\displaystyle \theta :{\begin{matrix}A&\longrightarrow &(A\times S)/\sim \\a&\mapsto &{\overline {(a,1)}}\end{matrix}}}
On donne ci-dessous la démonstration que la propriété universelle est bien vérifiée.
La démarche précédente, appliquée à un anneau intègre et à la partie multiplicative de ses éléments non nuls, conduit à la définition de son corps des fractions.

#### Propriété universelle de la complétion d'un espace métrique
Soit M un espace métrique. On considère la catégorie {\displaystyle {\mathcal {D}}} dont les objets sont les isométries {\displaystyle f:M\to X} de M dans un espace complet X. Un morphisme de cette catégorie, de {\displaystyle f:M\to X} vers {\displaystyle g:M\to Y}, consiste en une isométrie {\displaystyle h:X\to Y} tel que {\displaystyle h\circ f=g}. 
Un objet initial de cette catégorie consiste en un espace complet {\displaystyle \scriptstyle {\hat {M}}} et une isométrie {\displaystyle j:M\to \scriptstyle {\hat {M}}}, qui vérifient la propriété universelle suivante : pour tout espace complet N et toute isométrie {\displaystyle f:M\to N}, il existe une unique isométrie {\displaystyle g:\scriptstyle {\hat {M}}\to X} tel que {\displaystyle f=g\circ j}. j, étant une isométrie, est injective et peut s'interpréter comme une injection canonique de M dans {\displaystyle \scriptstyle {\hat {M}}}. g est alors une extension de f à {\displaystyle \scriptstyle {\hat {M}}} tout entier. 
La solution à ce problème universel existe et se nomme le complété de l'espace métrique M. Ce complété est aussi objet initial dans la catégorie {\displaystyle {\mathcal {D}}'} dont les objets sont les fonctions uniformément continues {\displaystyle f:M\to X} de M dans un espace complet X. Cela signifie que le complété d'un espace métrique est unique à isomorphisme près, cet isomorphisme pouvant être des bijections uniformément continues ainsi que leur réciproque. Cela conduit à la notion de distances uniformément équivalentes, d'espace uniforme, et d'espace polonais.